# Vertigem (romance)
Vertigem (em alemão: Schwindel. Gefühle., em português: "Vertigem. Sensações.") é um romance de 1990, e o primeiro do autor alemão WG Sebald.

## Enredo
A primeira das quatro seções, intitulada "Beyle o amor, essa criatura agridoce e irresistível", é uma biografia curta, porém convencional, de Stendhal, que é conhecido não pelo seu pseudônimo, mas pelo seu nome de nascimento, Beyle. 
O segundo, 'All'estero', é um relato de duas viagens feitas à região dos alpes por um narrador anônimo cuja biografia se assemelha à de Sebald; um encontro com Ernst Herbeck, um sonho que o lembra da representação de Este feita por Tiepolo e um episódio da vida de Casanova também são apresentados.
O terceiro, "A vilegiatura do Dr. K. em Riva", descreve um período difícil na vida de Franz Kafka, conhecido apenas como "Dr. K.", nome de seu personagem em seu romance "O Processo". O conto de Kafka, O caçador Graco, é recontado de forma resumida e o significado da viagem incessante do caçador é interpretado pelo narrador como a penitência de Kafka por um anseio por amor. 
E o quarto, 'Il ritorno in patria', é um relato nostálgico da visita do narrador à sua cidade natal alemã de "W", uma aldeia rural que ele não via há décadas. O narrador relembra um dos moradores da cidade, Hans Schlag, o caçador, que, ao cair e morrer, sofre o mesmo destino do caçador do conto de Kafka.
Sebald faz uso notável de leitmotiv, como sensações de tontura sugeridas no título, e pessoas mortas deitadas cobertas em plataformas. O romance funciona junto com as obras subsequentes de Sebald, Os Emigrantes e Os Anéis de Saturno, como uma trilogia.

## Recepção da crítica
Stephen Moss, do The Guardian, achou o livro difícil de caracterizar, mas o acolheu criticamente. 
Joca Reiners Terron, da Folha de S. Paulo, escreveu: 
"Vertigem" é um formidável primeiro livro que antecipa a temática do autor alemão que ganharia densidade em "Os Anéis de Saturno", "Os Emigrantes" e "Austerlitz", seus livros posteriores. [...] W.G. Sebald questiona a frágil ideia de identidade da vida humana no século 21.